# Приморский Посад

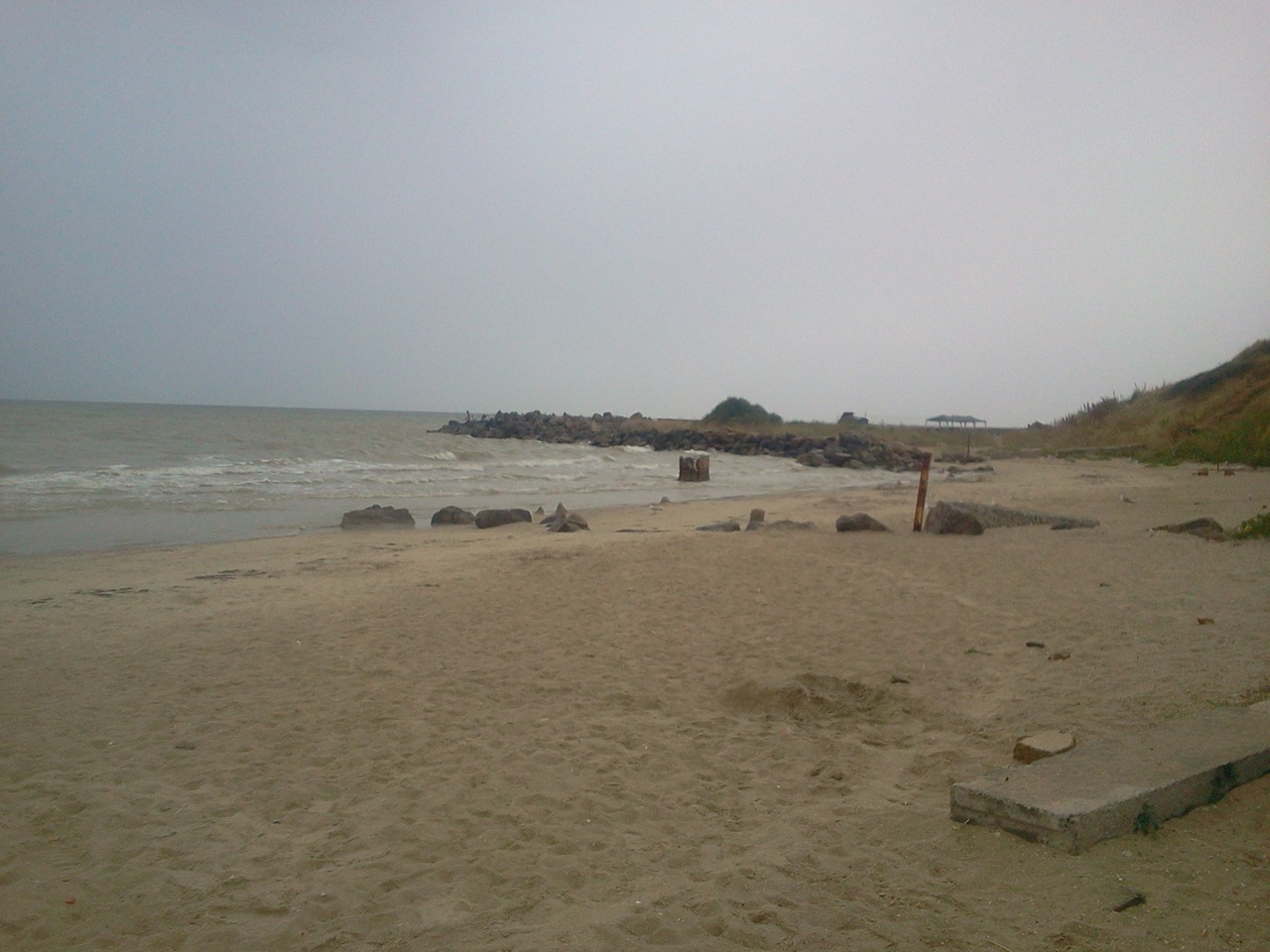
Азовское побережье

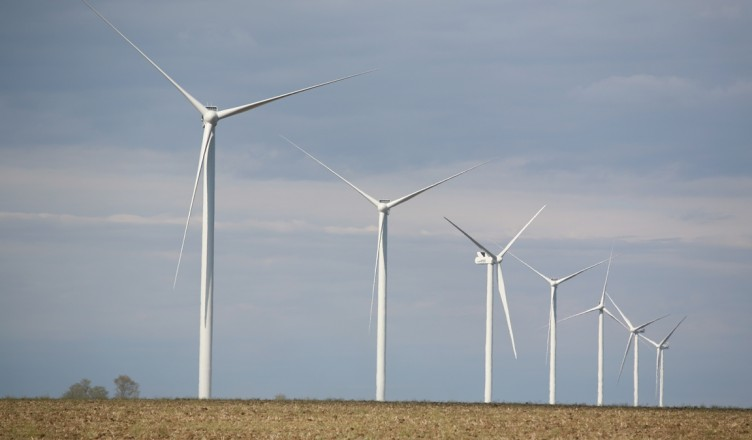
Ботиевская ВЭС

Приморский Посад (укр. Приморський Посад) — село, Приморско-Посадский сельский совет, Мелитопольский район, Запорожская область, Украина.
Код КОАТУУ — 2324584801. Население по переписи 2001 года составляло 455 человек.
Является административным центром Приморско-Посадского сельского совета, в который не входят другие населённые пункты.

## Географическое положение
Село Приморский Посад находится на расстоянии в 1 км от левого берега реки Домузла и берега Азовского моря,
на противоположном берегу реки — село Новоконстантиновка.
Река в этом месте сильно заболочена, образует урочище Тубальский лиман.
По селу протекает пересыхающий ручей с запрудами.

## История
- 1870 год — дата основания как село Староверка.
- В 1872 году переименовано в село Матроска.
- В 1873 году переименовано в село Поповка.
- В 1918 году переименовано в село Приморский Посад.

## Экономика
В селе функционируют базы отдыха «Факел», «Дельфин», «7-я Миля», «Гавань», «Рыбачий», «Хуторок», пансионаты «Чарли» и «Кристалл-класс», агрофирма «Степановка» и дачный городок «Восток+».
Налажено прямое транспортное сообщение с Мелитополем, Запорожьем, Днепропетровском.
Развивается энергетика района,в 5 км работает Ботиевская ВЭС- крупнейшая ветровая электростанция Украины.

## Объекты социальной сферы
- Школа I—II ст.[источник не указан 1665 дней]
- Дом культуры.[источник не указан 1665 дней]
- Фельдшерско-акушерский пункт.[источник не указан 1665 дней]